# Сувиды (Брагинский район)
Сувиды (бел. Сувіды) — упразднённая деревня в Храковичском сельсовете Брагинского района Гомельской области Беларуси.

## География

### Расположение
В 25 км на юг от Брагина, 16 км от железнодорожной станции Иолча (на линии Овруч — Полтава), 143 км от Гомеля.

## Транспортная сеть
Рядом автодорога Комарин — Брагин. Планировка состоит из прямолинейной улицы, ориентированной с юго-востока на северо-запад и застроенной деревянными домами усадебного типа.

## История
По письменным источникам известна с XVI века как деревня во владении князя Вишневецкого, а во 2-й половине XVII века — Конецпольских. После 2-го раздела Речи Посполитой (1793 год) в составе Российской империи. В 1811 году владение Ракицких. Согласно переписи 1897 года располагались хлебозапасный магазин, трактир. В 1908 году в Савицкой волости Речицкого повета Минской губернии.
С 8 декабря 1926 года по 30 декабря 1927 года центр Сувидского сельсовета Комаринского района Речицкого, с 9 июня 1927 года Гомельского округов. Действовала начальная школа.
В 1930 году организован колхоз «Красная Беларусь», работали 2 ветряные мельницы и кузница. В 1959 году входила в состав совхоза «Брагинский» (центр — деревня Пирки).
20 августа 2008 года деревня упразднена.

## Население
После катастрофы на Чернобыльской АЭС и радиационного загрязнения жители (83 семьи) переселены в 1986 году в чистые места.

### Численность
- 2010 год — жителей нет

### Динамика
- 1850 год — 35 дворов, 201 житель
- 1897 год — 68 дворов, 382 жителя (согласно переписи)
- 1908 год — 91 двор, 549 жителей
- 1959 год — 509 жителей (согласно переписи)
- 1986 год — жители (83 семьи) переселены